# Matea Matošević
Matea Matošević, född 14 mars 1989, är en friidrottare från Kroatien. Hon deltog vid olympiska sommarspelen 2016.